# 景东毛鳞菊
景东毛鳞菊（学名：Melanoseris ciliata）是菊科毛鳞菊属的植物，是中国的特有植物。分布在中国大陆的云南等地，生长于海拔2,850米的地区，一般生于山坡，目前尚未由人工引种栽培。